# Église Saint-Gervais-et-Saint-Protais du Montet
Pour les articles homonymes, voir Église Saint-Gervais-Saint-Protais et Église Saint-Gervais.
L'église Saint-Gervais-et-Saint-Protais est une église catholique de style roman bourguignon située sur la commune du Montet, dans le département français de l'Allier.

## Localisation
L'église se trouve au sommet de la butte sur laquelle est établi le bourg du Montet. La Grand-Rue puis la rue du Marché montent de l'ouest (carrefour de la route de Moulins) vers l'est jusqu'à la place que domine la façade de l'église. La mairie donne sur la même place. Le cimetière se situe de l'autre côté, derrière le chevet.

## Historique
L'église appartenait à un prieuré qui dépendait de l'abbaye de Saint-Michel-de-la-Cluse, en Piémont. Archambaud III de Bourbon, mort en 1078, s'y fait enterrer.

## Description
L'église du Montet se rattache à l'art roman bourguignon, comme beaucoup d'églises romanes du pays de Souvigny, ce qui s'explique par le lien entre le prieuré de Souvigny et l'abbaye de Cluny dont il dépendait. Cette influence se fait sentir en particulier dans sa nef en berceau brisé de tradition clunisienne, ainsi que dans son portail décoré de figures géométriques.
Deux vitraux inspirés du Pop Art ont été réalisés en 2013 et 2014 pour l'église du Montet par la section verrerie du lycée Jean-Monnet d'Yzeure.

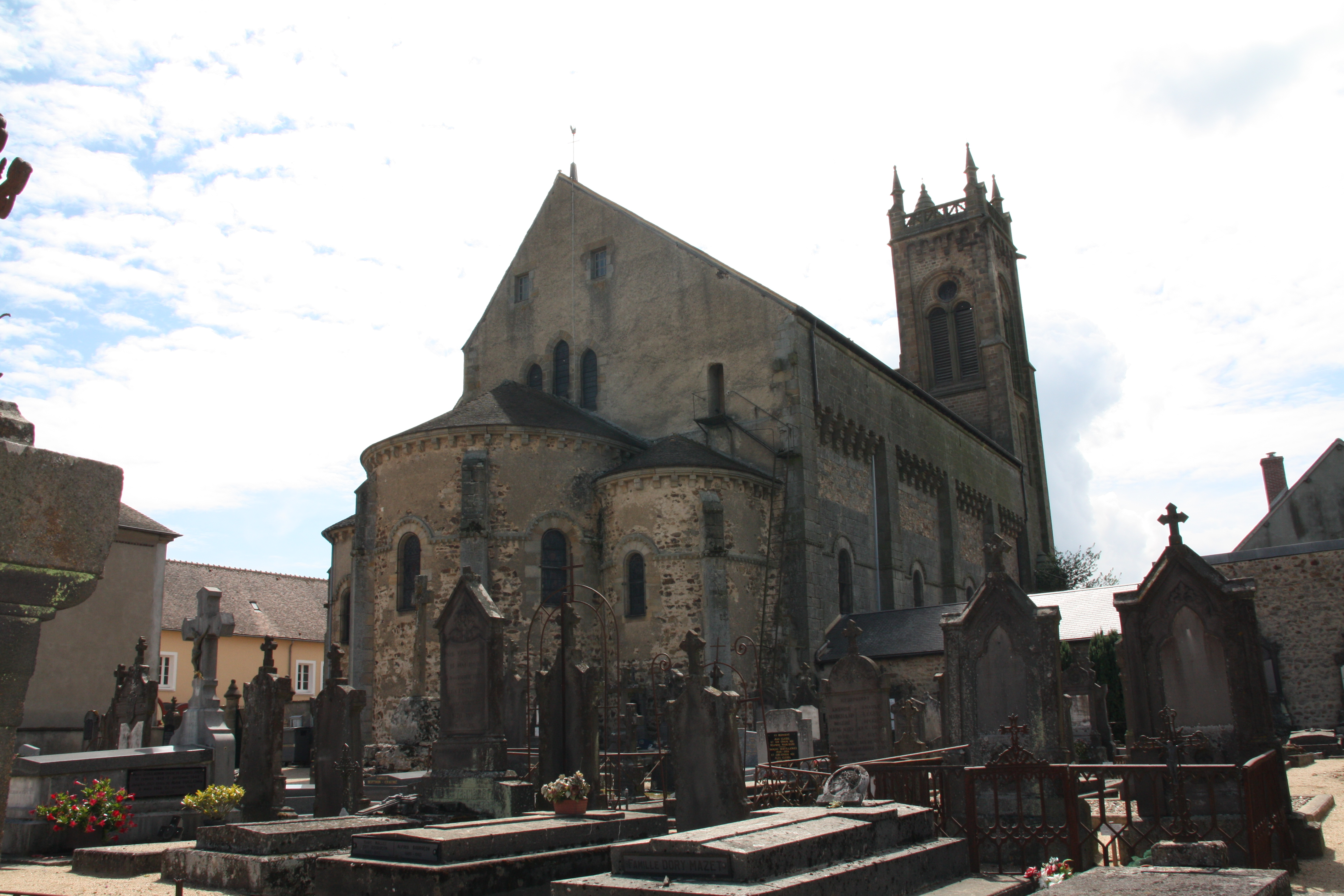
Chevet de l'église du Montet, vu du cimetière attenant.

L'édifice est classé au titre des monuments historiques par la liste de 1889.